# Kolonisationsresistenz
Das Phänomen der Kolonisationsresistenz bezeichnet das Verhindern der Ansiedlung von krankheitserregenden Bakterien in vielen Bereichen des menschlichen Körpers, welche ihrerseits von natürlich vorkommenden und normalerweise ungefährlichen Bakterien besiedelt werden.

## Vorkommen
In der Darmflora verhindert die Besiedlung mit Escherichia coli die Ausbreitung von anderen Keimen. Werden sie zum Beispiel bei einer Antibiotikatherapie getötet, können sich andere Bakterien ausbreiten. Ein klassisches Krankheitsbild ist die pseudomembranöse Kolitis, bei der sich Clostridium difficile stark vermehrt. 
Die Schleimhaut der Vagina sondert Traubenzucker ab, um die Scheidenflora, die vor allem aus den Döderlein-Bakterien besteht, zu ernähren. Auch in anderen Organen spielt die Kolonisationsresistenz eine wichtige Rolle für die Abwehr. 